# Kozubnik
Kozubnik – przysiółek wsi Porąbki. Położony jest na prawym brzegu rzeki Soła, na odcinku między Jeziorem Międzybrodzkim a Jeziorem Czanieckim. Pola i zabudowania Kozubnika znajdują się w dolinie uchodzącego do Soły potoku Mała Puszcza i na stokach otaczających ją wzniesień Beskidu Małego: Żar (761 m) ze zbiornikiem elektrowni szczytowo-pompowej w Porąbce, Kiczera (827 m) i Kozubnik (562 m).
Przez zaporę Porąbka i Kozubnik biegnie czerwony szlak turystyczny (Mały Szlak Beskidzki).
W latach 1968–1970 w Kozubniku wzniesiono Zespół Domów Wypoczynkowo-Szkoleniowych Hutniczego Przedsiębiorstwa Remontowego w Porąbce (zamknięty w 1996, popadł w ruinę).
Szlaki turystyczne

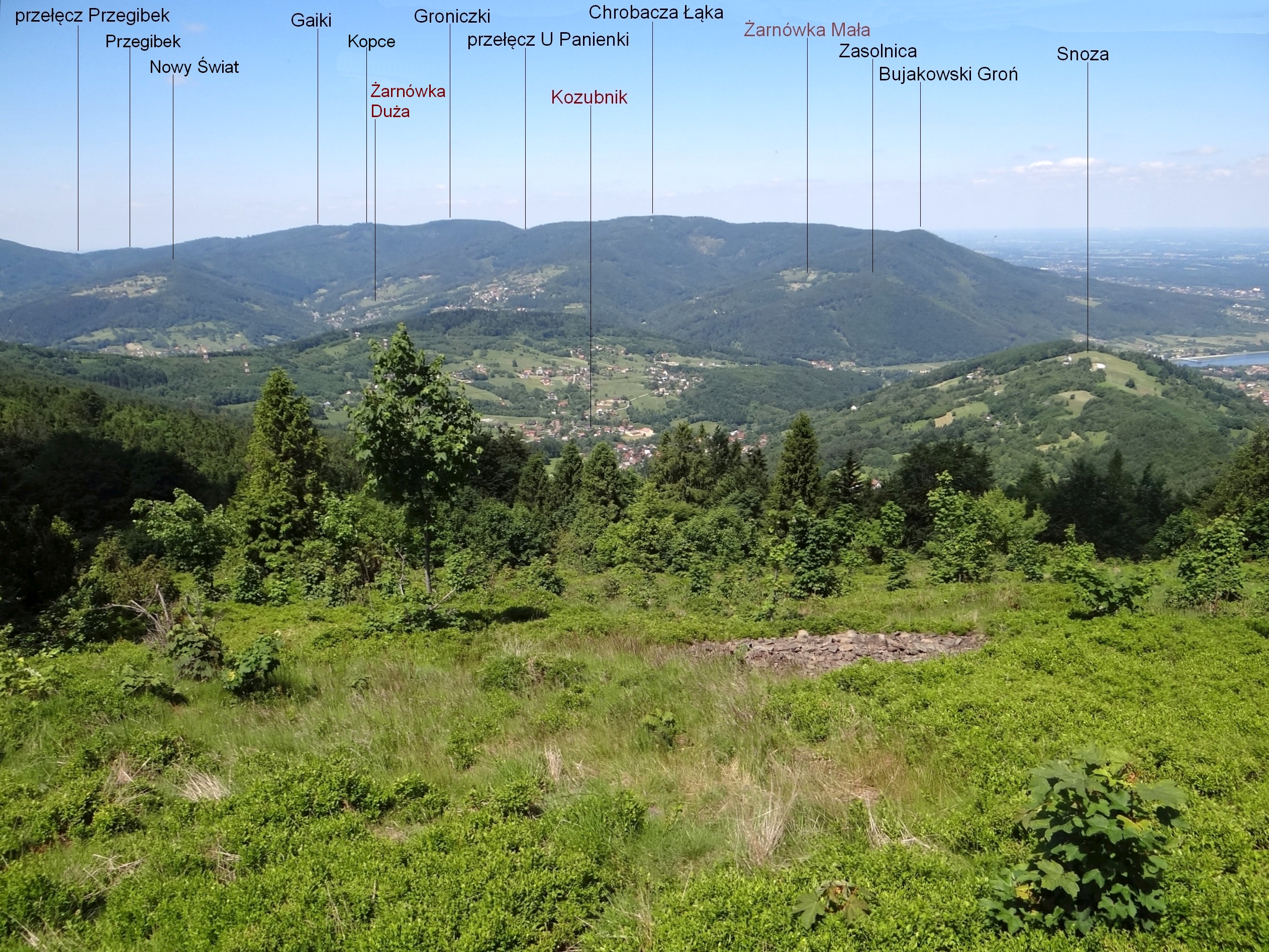
Widok na Kozubnik z Kiczery

 Mały Szlak Beskidzki na odcinku: Zapora Porąbka – Żar – Kiczera – Przełęcz Isepnicka – Cisowa Grapa – Wielka Cisowa Grapa – Przysłop Cisowy – Kocierz – Przełęcz Szeroka – Beskid – Błasiakówka – Przełęcz Kocierska. Czas przejścia: 4.05 h, ↓ 3.30 h

## Ośrodek wypoczynkowy Kozubnik
Kozubnik w czasach PRL nosił nazwę Zespół Domów Wypoczynkowo-Szkoleniowych HPR Porąbka-Kozubnik i jego oficjalnym przeznaczeniem miały być wczasy pracownicze zatrudnionych w HPR (Hutnicze Przedsiębiorstwo Remontowe). W rzeczywistości, kompleks służył głównie wysokim rangą członkom aparatu władzy, nie tylko związanym z sektorem hutniczym.
Ośrodek był zaprojektowany jako samowystarczalne miasteczko. Na powierzchni 7,5 ha stało 11 hoteli ze stali, aluminium i szkła, które mogły przyjąć łącznie ponad 500 gości. Na jego terenie znajdowały się baseny, korty tenisowe, sauna, solarium, boiska i wyciąg narciarski. Funkcjonowały trzy restauracje, skromniejsza stołówka i pięć barów. Kompleks posiadał własne ujęcie wody, oczyszczalnię ścieków i – na wypadek odcięcia od prądu – awaryjny system zasilania, którego agregaty były napędzane przez dwa silniki czołgowe. Całość została ukończona w 1970, ale w końcówce lat siedemdziesiątych obiekt był przebudowywany.
Po upadku systemu, ośrodek został w 1991 r. zakupiony przez firmę Danel, a pod jego zastaw zostały zaciągnięte wielomilionowe kredyty, których ówczesnemu właścicielowi nie udało się spłacić. Gdy w 1996 r. sąd ogłaszał upadek firmy, była ona winna wierzycielom ponad 28 mln zł. W tym czasie kompleks zaczął pustoszeć. Miejsce turystów zajęli złodzieje, którzy sukcesywnie zaczęli rozkradać budynki. Zostało z niego wywiezione wszystko, co można było sprzedać. W dyspozycji komornika pozostawała tylko część obiektu, ponieważ w 2005 r. sąd stwierdził wygaśnięcie wieczystego użytkowania gruntów przez właściciela bankruta i pozostałe kilka ha należało już do Skarbu Państwa.

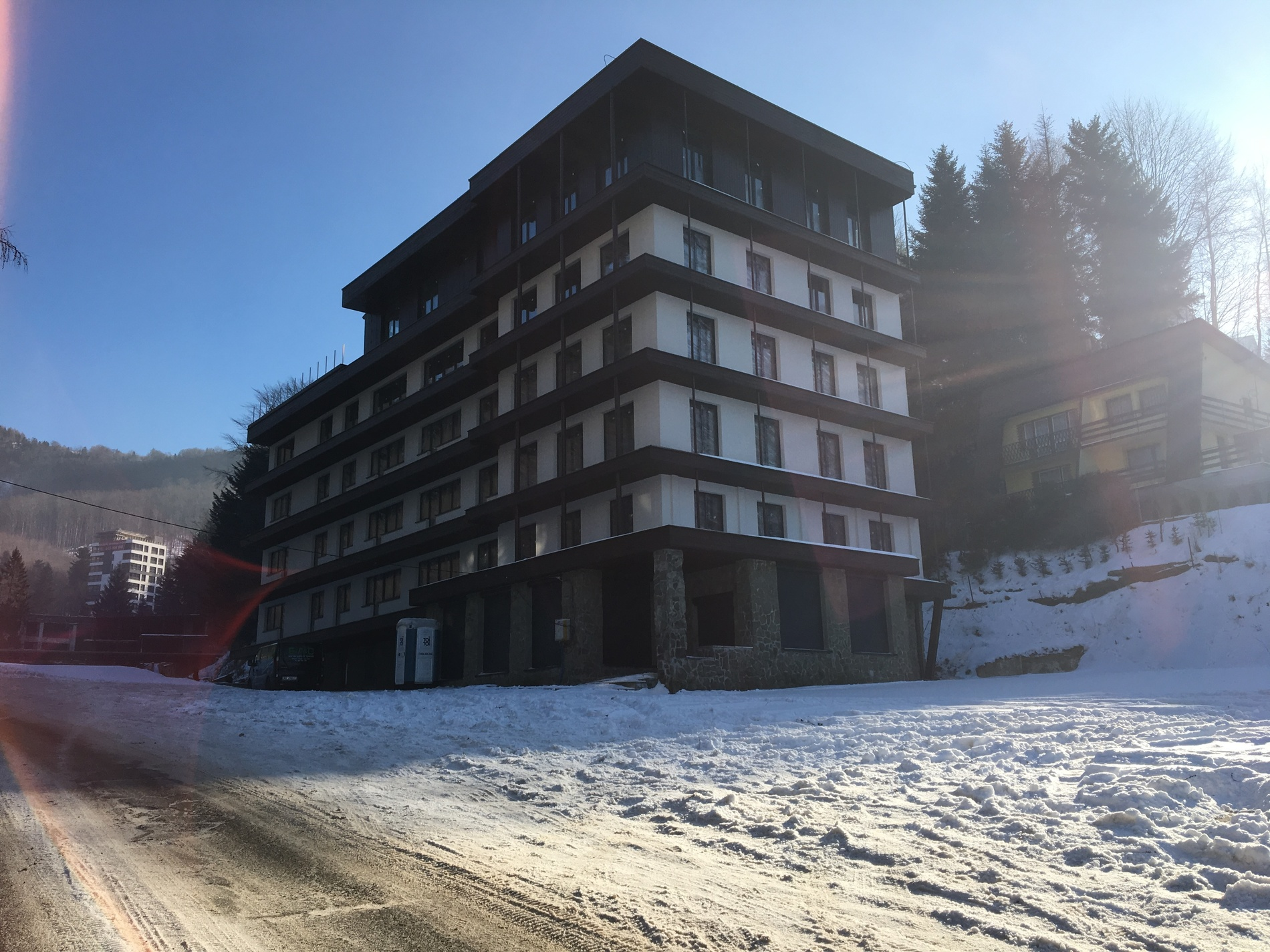
Odnowiony ośrodek Kozubnik Spa Resort

W roku 2012 zakupiła go warszawska firma Sawa Apartments i opracowała plan rewitalizacji i rozbudowy ośrodka. W pierwszym etapie (do 2017 r.) zaplanowano oddanie łącznie 96 apartamentów w trzech budynkach.

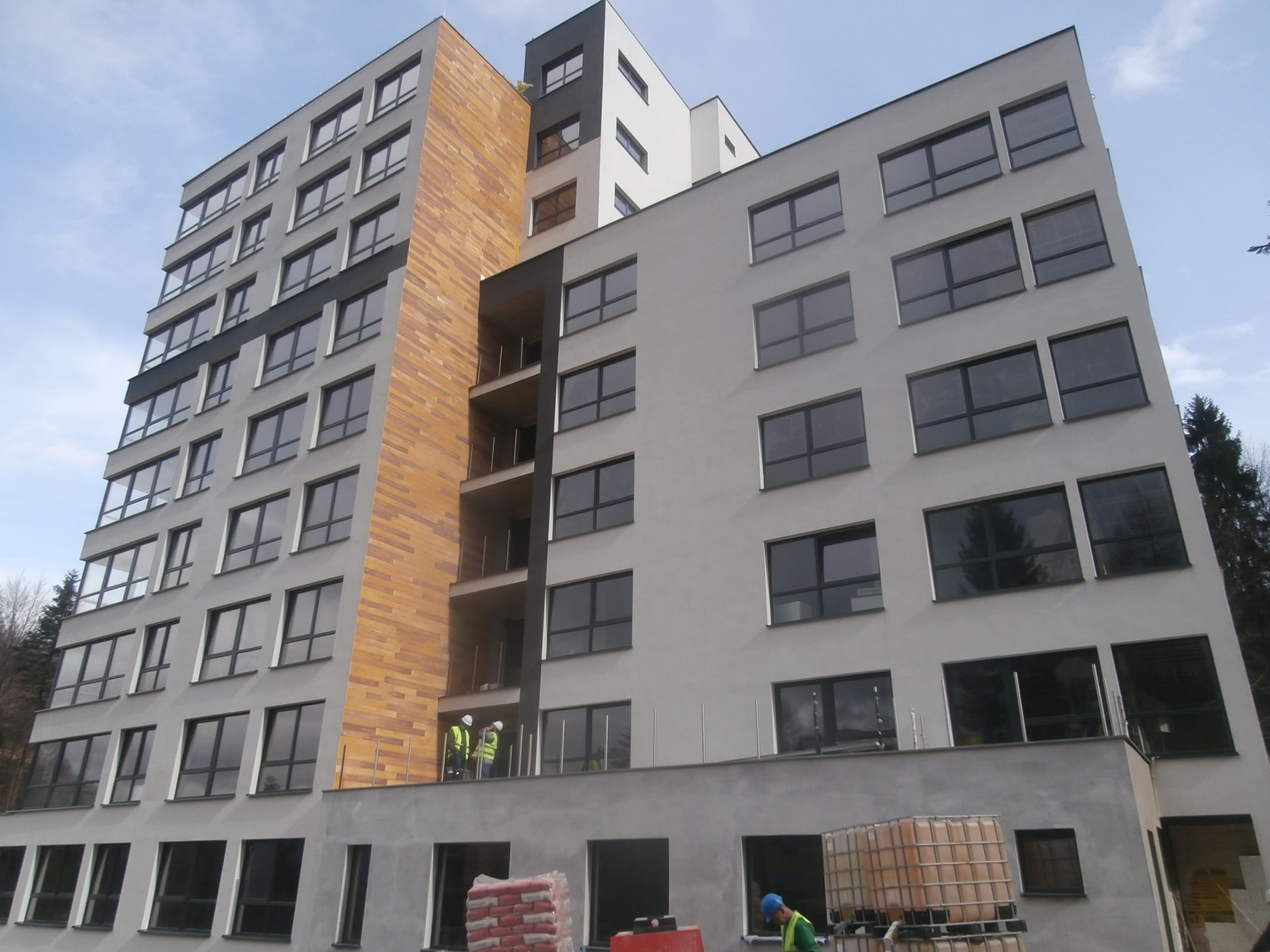
Ośrodek wypoczynkowy Kozubnik